# Acubens
Acubens (alpha Cancri) is een ster in het sterrenbeeld Kreeft (Cancer).
De ster staat ook bekend als Sertan en Sartan.